# T-01B
ドコモ スマートフォン dynapocket T-01B（ダイナポケット ティー ゼロイチ ビー）は、東芝によって開発されたNTTドコモの第三世代携帯電話（FOMA）端末であり、ドコモ スマートフォンシリーズのひとつである。KDDIおよび沖縄セルラー電話連合向け（各auブランド）同型端末のdynapocket IS02（TSI01）同様、東芝製世界モデルWindows Mobile端末K01（ケイ ゼロイチ）の日本モデルとなる。
東芝の携帯電話事業が2010年10月に富士通の子会社である富士通東芝モバイルコミュニケーションズに移管されたため、ドコモ向けはこれが最後の東芝製携帯電話端末となった。本機の発売から約2年半後の2012年12月にはデジタルフォトフレームのフォトパネル 05 Powered by REGZAにて、再び東芝としての端末が供給される。

## 概要
2009年6月に発売された、Windows MobileのT-01Aの後継機種となる。T-01Aと同様にスマートフォンとネットブックの融合「MID (Mobile Internet Device) 端末」というコンセプトを元に開発されている。
- T-01Aと同様に4.1インチの大画面のスマートフォンとなるが、T-01Aの液晶ディスプレイに代わり有機ELディスプレイを採用している。
- WindwsMobile6.5.3のOSを採用し、タッチパネルが抵抗膜式から静電容量式に変更され、指での快適な操作を行うことができるようになった。
- スライド式のQWERTY配列キーボードが搭載された。
- HSUPA5.7Mbps対応となり、データのアップリンクが高速となった。（ダウンリンクは同様7.2Mbps）
- WiFi、Bluetoothの通信も対応している。（ただしテザリング対策のため、3Gパケット接続とは排他利用）
- UIは東芝オリジナルのインターフェースである、「NX!Screen」を採用し、「連絡先」「メール」「インターネット」「カメラ」「地図」など、各機能へのショートカットやウィジェットをホーム画面に配置できたり、連絡頻度の高い相手を登録しておける電話帳を搭載することができ、ホーム画面は5つまで拡張可能となっている。
- Twitter、FacebookといったSNSをホーム画面から直接書き込みができるウィジェットが搭載されている。
- アプリケーションのダウンロードポータルが「Windows Marketplace for Mobile」のほかに、NTTドコモがandroid用に先行でスタートさせていたドコモマーケットが利用可能となった。ドコモマーケットではアプリケーションのダウンロードだけではなく、ニュース・天気、音楽 ゲーム エンタメ 交通／ナビ／旅行 動画 グルメ くらしの情報 ツール／辞書／学習 といったコンテンツの配信も行う。
- よく見るWebサイトやよく使うアプリケーションの一覧を表示するパーソナルログボタンを採用している。
- T-01Aと同様に、マルチメディアブラウザである「Kinoma Play」がプリインストールされており、YouTubeやPodCastといった、動画や音楽配信を利用することができる。
- おまかせロックに対応している。
- WORLD WING（GSMローミング、3Gローミング）に対応しており、海外でも通話、通信、転送 SMSなどが利用できる。
- ブラウザではInternet Explorer Mobile（Ver6）が搭載され、Flashサイトなども閲覧が可能となる。
- GPSでは海外でも利用が可能な世界GPSが搭載される。

## メール メッセンジャー
POPメール、IMAPメールが利用可能（Gmailも可能）である。また、HotmailやWindows Live メール、moperaUメールがプッシュ型電子メールとして利用可能となる。GmailもActiveSyncで設定することで、プッシュメールが可能となる。それ以外のメールはポーリング式となる。メーラーはPocket Outlookを使用する。
メッセンジャーにはWindows Live Photo/Messengerが搭載され、リアルタイムのチャットが利用可能である。

### iモードメール
iモードメールは2010年9月1日開始のspモードが提供後、絵文字、デコメールなども含め利用が可能となる。
SPモードが始まるまでは、Webメールでiモードメールを行うための「iモード.netモバイルモード」のメニューにて利用が可能である。「T-01B iモード.netアプリ」 

## アプリケーション
以下のアプリケーションがプリインストールされているが、Windows Marketplace for Mobileやドコモマーケットから様々なアプリケーションをダウンロードし利用することができる。
- 「e-book JAPAN」 - 電子書籍アプリ
- 「ClipBook」 - ビューアーアプリ
- 「名刺OmCR」 - 名刺OCR
- 「Cyber-SIGN」 - セキュリティーソフト
- Twitterウィジェット
- Facebookウィジェット
- 天気ウィジェット
- KinomaPlay for docomo
- Windows Marketplace for Mobile - Microsoftが提供するWindows Phone用のアプリケーションストア。
- MyPhone
- Microsoft ActiveSync 4.5 - パソコンやMicrosoft Exchange Serverとの同期がとれる。
- InternetExplorer Mobile（Ver6）、
- いつもNAVI - 目的地までのルート案内を利用できる。
- 辞書 「明鏡国語辞典MX」（5.8万語）、「ジーニアス大英和辞典MX」（8.9万語）、「ジーニアス和英辞典MX」（6.9万語）
- WindowsMobileOutlook
- WordMobile、ExcelMobile、PowerPointMobile、OneNote Mobile
- Photobase
- Morpho ClipBook（Ver1.0）
- ウィッツェル Cyber-SIGN for Windows Mobile（ver2.0.0）
- SPB Backup（Ver2.1.0）
- VideoEditor（Ver1.5）
- Windows Media Playerで音楽や動画の再生が可能。パソコンのWindows Media Playerライブラリと同期をとることができる。
- 電話帳コピーツール - microSDカードやBluetoothを使って、当機へアドレス帳をインポートしたり、エクスポートすることが可能となる。
- Adobe Reader LE
- SecurityScan
- フォト&ムービービューアー
- 時計/世界時計、ToDo
- その他、電卓、メモ帳、ゲーム（ソリティア）
- iモード.netアプリ
- DanceDance Revolution S
- モバイル パワフル プロ野球 MEGA
- ボンバーマン

## 主な対応サービス
| 主な対応サービス                                            | 主な対応サービス                                                  | 主な対応サービス                | 主な対応サービス                              |
| ----------------------------------------------------------- | ----------------------------------------------------------------- | ------------------------------- | --------------------------------------------- |
| DCMX／おサイフケータイ                                      | うた・ホーダイ                                                    | 着うたフル／着うた              | デジタルオーディオプレーヤー(WMA)(AAC)(MP3他) |
| 直感ゲーム／メガiアプリ加速度センサーを利用したゲーム等は有 | Music&Videoチャネル／ビデオクリップKinomaPlayで動画、音楽視聴可能 | GSM／3Gローミング（WORLD WING） | プッシュトーク                                |
| FOMAハイスピード5.7Mbps/7.2Mbps                             | GPS／ケータイお探し                                               | ポケットU／ホームU              | iチャネル                                     |
| 着もじ                                                      | テレビ電話／キャラ電                                              | ケータイデータお預かりサービス  | フルブラウザ                                  |
| おまかせロック／バイオ認証                                  | 外部メモリーへiモードコンテンツ移行                               | トルカ                          | iC通信／iCお引越しサービス                    |
| きせかえツール／マチキャラテーマの変更可                    | バーコードリーダ／名刺リーダ                                      | 2in1                            | エリアメール                                  |

## 歴史
- 2010年3月23日 - FCCを通過
- 2010年5月18日 - F-06B・F-07B・F-08B・L-04B・N-04B・N-05B・N-06B・N-07B・N-08B・P-04B・P-05B・P-06B・P-07B・SH-02B marimekko・SH-07B・SH-08B・SH-09B・LYNX SH-10B・dynapocket T-01B・BlackBerry Bold 9700の開発及び一部機種の発売を発表。
- 2010年6月18日発売開始
- 2010年9月1日 - spモード開始（iモードメールやコンテンツ決済が利用可能に）
- 2010年12月3日 - トルカに対応

## 注記
1. ↑  なお内部メモリはau向けのIS02同様、RAMが384MB、ROMが512MBとなる。
2. ↑  ちなみにau向けの東芝製端末はLIGHT POOLの次がREGZA Tablet AT500/26Fで、その間に約2年のブランクが空いている。